# 1422 az irodalomban
Az 1422. év az irodalomban.

## Születések
- 1422 körül – William Caxton, angol nyomdász, könyvkiadó, fordító, aki az angliai könyvnyomdászat megteremtőjének tekinthető († 1491 vagy 1492)

## Halálozások
- 1422 – Thomas Walsingham latin nyelven író középkori angol krónikás (* 14. század)